# Jean-Jacques Ampère
Jean-Jacques Ampère ( 12. srpna 1800 Lyon – 27. března 1864 Pau) byl francouzský historik, filolog a spisovatel.

## Život
Byl synem vědce André-Marie Ampèra a spisovatelem. V roce 1826 cestoval do Německa a byl hostem Johanna Wolfganga von Goetheho, na kterého Ampèreho dílo zapůsobilo. Podnikl další cesty do Norska, Švédska a Egypta. V roce 1830 byl Ampère jmenován profesorem na Sorbonně. Na Collège de France, kde od roku 1833 zastával profesuru, Ampère psal svá významná filologická díla *Dějiny literatury ve Francii před 12. stoletím* (1839/40) a *Dějiny literatury ve středověku: O formování francouzského jazyka* (1841). Psal divadelní recenze a články o literárních dějinách, dějinách francouzského jazyka a literárních dějinách pro různé časopisy, včetně *Revue française* a *Globe*.
Podílel se také na projektu sběru lidových pohádek, který by zahrnoval i ty z území nově získaných Francií a rozšířil se do Québecu. Na základě zpráv Alexise de Tocquevillea doufal, že najde stará francouzská vyprávění zachovaná v původní podobě mezi izolovanými severoamerickými osadníky. Jeho Recueil général des poésies populaires však nikdy nebyl dokončen. V roce 1876 byly ručně psané záznamy předány Národní francouzské knihovně.
V roce 1842 byl přijat do Académie des inscriptions et belles-lettres a 22. dubna 1847 byl zvolen do Académie française. V roce 1859 byl zvolen členem Accademia della Crusca. Spolu s Prosperem Mériméem cestoval na Blízký východ, do Řecka a Itálie. Mezi další Ampèrovy cestovní destinace v roce 1851 patřily Spojené státy a Mexiko. V pařížských společenských kruzích patřil do salonního kruhu kolem mnohem starší Juliette Récamierové, se kterou udržoval dlouhou korespondenci.

## Dílo
- De l’histoire de la poésie (1830)
- De la littérature française dans ses rapports avec les littératures étrangères au moyen âge (1833)
- Littérature et voyages: Allemagne et Scandinavie (1833)
- Histoire littéraire de la France avant le XIIe siècle (3 svazky, 1839)
- Histoire de la littérature au moyen âge. De la formation de la langue française (3 svazky, 1841)
- Ballanche (1849)
- La Grèce, Rome et Dante: études littéraires d’après nature (1848)
- Littérature, voyages et poésies (2 svazky, 1848)
- Proménade en Amérique: États-Unis, Cuba et Mexique (1854)
- L’histoire romaine à Rome (4 svazky, 1856)
- César, scènes historiques (1859)
- Promenade en Amérique (2 svazky, 1860)
- La science et les lettres en Orient (1865)
- Mélanges d’histoire et de littérature (2 svazky, 1867)
- L’Empire romain à Rome (2 svazky, 1867)
- Voyage en Égypte et en Nubie (1868)
- Christian ou l’année romaine (1887)